# F1 (австралийская граната)
F1 (формально Grenade, Hand, Fragmentation, F1) производится компанией Thales Australia исключительно для Сил обороны Австралии в качестве основной оборонительной противопехотной ручной гранаты.

## История
Ручная граната F1 была испытана и произведена компанией Australian Defence Industries (ныне Thales Australia) в середине 1990-х годов и в конце 1990-х годов поступила на вооружение Австралийских сил обороны (ADF). Граната стала первой гранатой австралийского производства, использовавшейся в ADF. Ранее использовались гранаты британского производства Mills bomb, применявшиеся во Второй мировой и Корейской войнах, и американская граната M26, которая использовалась австралийскими войсками во время войны во Вьетнаме и была заменена гранатой F1. Ручная граната F1 использовалась австралийскими силами обороны в различных конфликтах, включая Восточный Тимор (UNTAET, UNMISET и UNMIT), Афганистан (война в Афганистане), Ирак (война в Ираке) и Соломоновы острова (RAMSI). Граната является первой гранатой австралийского производства, используемой ADF. Ранее использовались гранаты британского производства Mills bomb, применявшиеся во Второй мировой и Корейской войнах, и американская граната M26, которая использовалась австралийскими войсками во время войны во Вьетнаме и была заменена гранатой F1.

### Инциденты, связанные с безопасностью
С ручной гранатой F1 происходили многочисленные инциденты, связанные с безопасностью, как при производстве, так и при развертывании в Силах обороны Австралии. Эти инциденты представляли опасность не только для гражданских сотрудников, занятых в производстве гранат, но и для безопасности военнослужащих Сил обороны Австралии, дислоцированных за рубежом.

#### 1995 Инцидент в Сент-Мэрис
Первый серьезный инцидент с гранатой F1 произошел 14 ноября 1995 года на заводе по наполнению снарядов компании Australian Defence Industries в Сент-Мэрис, Новый Южный Уэльс. Детонация произошла в помещении для испытания гранат в 8:36 утра, когда 4 сотрудника разбирали неисправную гранату F1. Во время демонтажа граната случайно сдетонировала на верстаке в окружении 4 сотрудников, все они получили ранения, двое из них - тяжелые. Несмотря на критику в адрес безопасности сотрудников, поскольку никто из них не был закрыт взрывной защитой или одет в бронежилеты, коронерское расследование по этому поводу так и не было проведено.

#### 2007 Инцидент на Оборонном испытательном и экспериментальном заводе
12 сентября 2007 года в результате случайной детонации гранаты F1 на территории Оборонного испытательного и экспериментального центра в Грейтауне, штат Виктория, был серьезно ранен военнослужащий-подрядчик. Подрядчик лишился правой руки и получил травмы ног. В ответ на это главнокомандующий Силами обороны главный маршал авиации Ангус Хьюстон приказал немедленно приостановить учебное использование гранаты F1, чтобы дать возможность силам "определить, что приняты правильные меры для обеспечения безопасности наших людей и надежности гранаты". В это время силы обороны закупили в США достаточные запасы гранат M67 для использования в учебных целях и для развертывания за рубежом. Вскоре после этого, 17 октября 2007 года, граната F1 была возвращена на вооружение.

### Сообщалось о неудачах при детонации
До решения ADF приостановить учебное и боевое применение гранаты F1 в 2006 году было зафиксировано "небольшое количество" отказов от детонации. Эти сообщения поступали от австралийских солдат, дислоцированных на Ближнем Востоке, и ADF приняли "оперативные меры для подтверждения надежности гранат, находящихся на вооружении". После временного прекращения использования гранаты F1 в ADF были закуплены запасы гранат M67 для использования австралийскими войсками, дислоцированными на Ближнем Востоке, как упоминалось выше. После возвращения гранаты F1 на вооружение в октябре 2007 года о последующих отказах от детонации не сообщалось.

### Будущие разработки гранат
В 2013 году было объявлено, что принадлежащая Thales компания Australian Munitions и немецкая компания Diehl Defence будут совместно работать над созданием нечувствительного варианта гранаты F1.
В сентябре 2018 года было объявлено, что Thales Australia и Chemring Group подписали совместный меморандум о взаимопонимании, предусматривающий сотрудничество в "проектировании, разработке и производстве будущего ассортимента гранат". Это включает в себя осколочные, наступательные, дымовые и учебные гранаты, которые будут разрабатываться и производиться на принадлежащих австралийскому правительству предприятиях Thales Australia в Беналле, штат Виктория, и Мулвале, штат Новый Южный Уэльс, а также на производственных мощностях Chemring Group в Ларе, штат Виктория. Соглашение о будущем ассортименте гранат будет направлено на разработку и производство "модульной линейки ручных гранат", позволяющей выбирать механизм детонации в зависимости от желаемого эффекта на поле боя.
Новая линейка модульных гранат объединит в себе эффекты осколочной гранаты F1 и фугасной гранаты F2 в модульную гранату с возможностью выбора, схожей с немецкой модульной ручной гранатой DM51 производства Diehl Defence, которая имеет съемную осколочную гильзу. Хотя проектирование и разработка этой гранаты в первую очередь направлены на удовлетворение текущих и будущих военных потребностей ADF, гранаты будут также доступны для экспортных покупателей в соответствии со стратегией оборонного экспорта правительства Австралии. В целом, это соглашение поддерживает способность Австралии проводить независимые "исследования, проектирование, разработку и производство боеприпасов и стрелкового оружия".

## Дизайн и особенности
Граната F1 - это ручная фугасная противопехотная оборонительная граната, используемая австралийскими силами обороны для зачистки бункеров, огневых траншей, блиндажей и зданий от вражеских бойцов. Граната классифицируется как индивидуальное оружие, подходящее для всех ситуаций ближнего боя, и рассчитана на смертельный радиус взрыва 6 м (20 футов), радиус поражения 15 м (49 футов) и максимальный опасный радиус 30 м (98 футов). Граната F1 имеет общую массу 375 г (13,2 унции) и содержит более 4000 стальных шариков диаметром 2,4 мм (0,094 дюйма), расположенных таким образом, чтобы "добиться равномерного распределения смертоносных осколков на 360°" при детонации. Граната работает на взрывателе с выдержкой времени 4,5-5,5 секунды, масса взрывчатого вещества составляет 30 г (1,1 унции) RDX и 32 г (1,1 унции) парафина; парафин используется для флегматизации RDX. Граната производится австралийским подразделением компании Thales Australia на заводе боеприпасов в Беналле, штат Виктория. Осколочный механизм гранаты F1 подходит для оборонительных целей, наиболее эффективных на открытой местности, поскольку требуемая смертоносность гранаты достигается за счет равномерного распределения "осколочной матрицы".

## Варианты
Thales Australia производит два варианта гранаты F1: фугасную F2 и тренировочную F3.

### F2
Взрывная граната F2 (официально "Grenade, Hand, Blast, F2") - это вариант наступательной гранаты F1, содержащий 110 г (3,9 унции) фугасного боеприпаса на основе RDX в пластиковом корпусе и не имеющий осколочного механизма. F2, как и любая другая модель наступательной гранаты, предназначена для поражения, ошеломления или иного оглушения целей ударной волной под избыточным давлением, а не осколками. Благодаря отсутствию осколков F2 имеет более предсказуемый характер взрыва и повышенную безопасность пользователя по сравнению с F1, и в основном подходит для использования в закрытых помещениях для ведения боя в ближнем квартале.

### F3

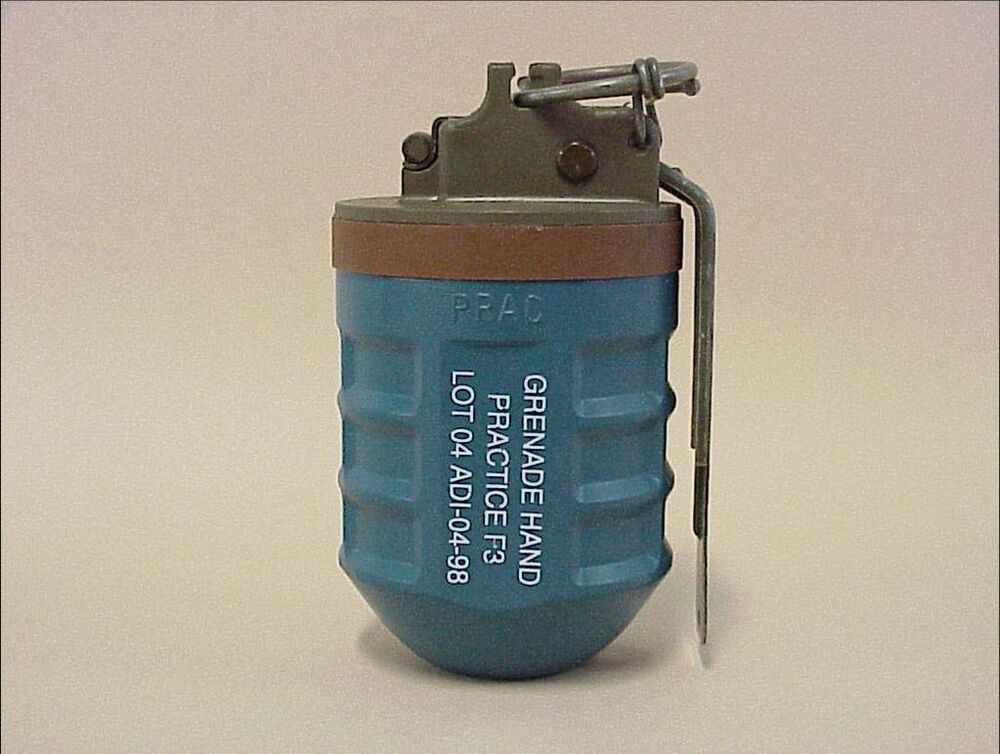
Тренировочная граната F3 - это нераскалывающаяся копия, используемая в учебных целях.

Тренировочная граната F3 (официально "Grenade, Hand, Practice, F3") - это нераскалывающаяся копия гранаты F1, используемая в учебных целях и создающая акустический и дымовой сигналы для имитации детонации и работы ручной гранаты F1 во время тренировок Австралийских сил обороны. По своим физическим характеристикам граната практически идентична гранате F1 и состоит из литого корпуса из ударопрочного алюминия со сменным пиротехническим взрывателем весом 0,5 г (0,018 унции). Этот взрыватель создает звуковой сигнал и отчетливое визуальное облако белого дыма, видимое на расстоянии до 200 м (220 ярдов), чтобы указать на имитацию работы гранаты.